# One Size Fits All
One Size Fits All studijski je album američkog glazbenika Frank Zappe i grupe The Mothers of Invention koji je izašao u lipnju 1975.g. Materijal na albumu je bio vrlo dobar i dolazio je s raznih strana. Između ostalog tu se našao jedan televizijski nastup u živo i koncertna premijera s prethodnog albuma u Helsinkiju. Bilo je planirano da album izađe u kvadrofonik verziji, međutim nikada kao takav nije objavljen. Na albumu u dvije skladbe sudjeluje jedan od velikih Zappinih miljenika Johnny "Guitar" Watson.

## Popis pjesama
Sve pjesme napisao je Frank Zappa.
1. "Inca Roads" – 8:45
2. "Can't Afford No Shoes" – 2:38
3. "Sofa No. 1" – 2:39
4. "Po-Jama People" – 7:39
5. "Florentine Pogen" – 5:27
6. "Evelyn, a Modified Dog" – 1:04
7. "San Ber'dino" – 5:57
8. "Andy" – 6:04
9. "Sofa No. 2" – 2:42

## Izvođači
- Frank Zappa – skladatelj, vokal, prateći vokal, producent, glavni izvođač, gitara
- George Duke – klavijature, vokal, prateći vokal, sintisajzer
- Ruth Underwood – marimba, vibrafon, udaraljke
- Johnny "Guitar" Watson – vokal
- James "Bird Legs" Youman – bas-gitara
- Chester Thompson – bubnjevi, zvučni efekti, glas
- Tom Fowler – bas-gitara
- Captain Beefheart – harmonika
- Napoleon Murphy Brock – tenor saksofon, vokal, prateći vokal, flauta

## Produkcija
- Kerry McNabb – projekcija, remix
- Cal Schenkel – dizajn, ilustracija, slike
- Robert Stone – projekcija
- Michael Braunstein – projekcija
- Unity – asistent projekcije
- Dick Barber – asistent projekcije
- Gary O. – projekcija
- Ferenc Dobronyi – dizajn
- J.E. Tully – dizajn
- Coy Featherstone – asistent projekcije
- Paul Hof – asistent projekcije
- Matti Laipio – glas, asistent projekcije
- Bill Romero – glas, asistent projekcije
- Richard "Tex" Abel – asistent projekcije
- Jukka – projekcija

## Vanjske poveznice
- Informacije na Lyricsu
- Detalji o izlasku albuma